# Batavia (Jonkermanskreek)
Batavia aan de Jonkermanskreek in Suriname is een voormalige plantage en/of kostgrond. 
Genoemde kreek is een zijstroom van de Surinamerivier, vlak bij de uitmonding ervan in de Atlantische Oceaan. 
Deze grond behoorde in 1832 toe aan suikerrietplantage De Resolutie. De Resolutie behoorde tot de boedel van A. de Mey. Wz (eigenaar 1819-1827)